# Josip Manolić

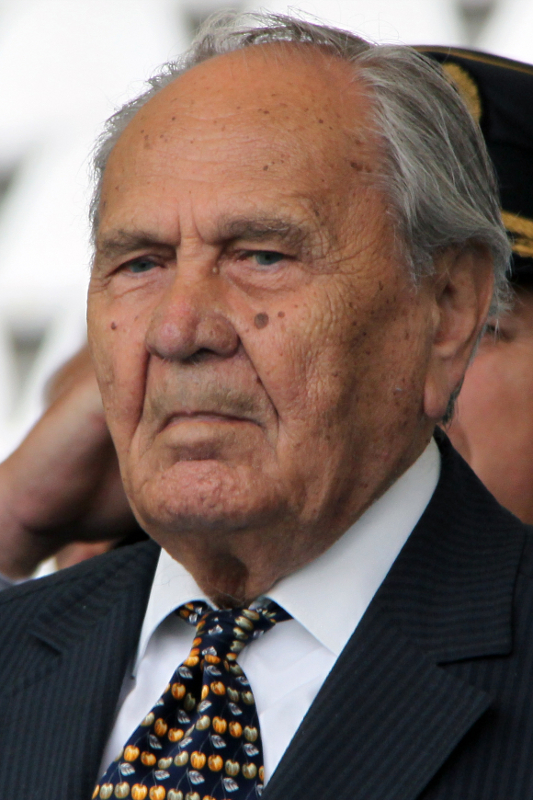
Josip Manolić (2011)

Josip Manolić (* 22. März 1920 in Kalinovac bei Bjelovar; † 15. April 2024) war ein jugoslawischer und kroatischer Politiker. Er war hoher Funktionär des Bundes der Kommunisten Kroatiens und vom 24. August 1990 bis zum 17. Juli 1991 Ministerpräsident der Republik Kroatien.

## Leben
Manolić machte zunächst eine Lehre als Gerber und arbeitete in diesem Beruf. Ab 1939 war er Mitglied der Kommunistischen Partei Jugoslawiens und hatte bereits vor dem Zweiten Weltkrieg verantwortungsvolle Posten in Partei und Gewerkschaft inne. Ab 1941 war er bei den Partisanen.
Nach dem Zweiten Weltkrieg übernahm er verschiedene Funktionen in der Partei und in Verbänden. Im Jahr 1946 wurde er Leiter der Geheimpolizei OZNA in Bjelovar. Von 1948 bis 1960 war er Abteilungsleiter im Sekretariat für Innere Angelegenheiten der Republik Kroatien und zuständig für die Durchsetzung strafrechtlicher Sanktionen. Von 1960 bis 1965 war er Polizeichef von Zagreb. 1960 schloss er in Zagreb sein Jurastudium ab.
In den Jahren 1965 und 1969 wurde er als Abgeordneter in den kroatischen Republiksrat Sabor gewählt, wo er unter anderem Präsident der Gesetzgeberisch-juristischen Kommission war. Im Gefolge des Kroatischen Frühlings verlor er im Jahr 1972 sein Abgeordnetenmandat.
Im Juni 1989 gründete er unter anderem zusammen mit Franjo Tuđman und Stipe Mesić die Kroatische Demokratische Union (HDZ), baute deren Parteiapparat mit auf und war 1990 bis 1993 stellvertretender Parteivorsitzender. Nach den Wahlen 1990 wurde er zunächst Stellvertretender Vorsitzender des Präsidiums der Republik, löste sodann im August 1990 Stipe Mesić im Amt des kroatischen Ministerpräsidenten ab und amtierte in dieser Funktion bis Juli 1991. Danach war er 1991 bis 1993 Leiter des Amts für Verfassungsschutz. Von 1993 bis 1994 war er Präsident des Gespanschaftshauses des Sabors.
Auf dem Parteitag der HDZ im Oktober 1993 verlor er sein Amt als stellvertretender Parteivorsitzender. Im Jahre 1994 traten er und Mesić, damals Präsident des Unterhauses, aus der HDZ aus und gründeten eine neue Partei, die Kroatischen Unabhängigen Demokraten (HND), deren Präsident er 1995 war. Danach zog er sich aus der aktiven Politik zurück.
Im Jahr 2006 sagte er als Zeuge der Anklage beim Prozess gegen sechs bosnische Kroaten vor dem UN-Kriegsverbrechertribunal (ICTY) in Den Haag aus.
2015 erschien seine Autobiographie mit dem Titel Politika i domovina – Moja borba za suverenu i socijalnu Hrvatsku („Politik und Heimat – Mein Kampf für ein souveränes und soziales Kroatien“).
Im Mai 2021 wurde bekannt, dass er im 102. Lebensjahr eine COVID-19-Infektion überstanden hatte.

## Familie
Einige Jahre nach dem Tod seiner ersten Ehefrau, der Übersetzerin Marija Eker-Manolić (um 1922–2003), heiratete er im Jahre 2016 Mirjana Ribarić (1956–19. August 2020), die als Erzieherin in einem SOS-Kinderdorf in Lekenik tätig war. Sie starb im Alter von 64 Jahren an Lungenkrebs.
Josip Manolić starb am 15. April 2024 im Alter von 104 Jahren.